# Rosaleda Juana de Ibarbourou
La Rosaleda Juana de Ibarbourou, también conocido como Rosedal del Prado, es una rosaleda ubicada en el barrio Prado de Montevideo. Es obra del paisajista francés Carlos Racine y los arquitectos Eugenio Baroffio y Juan Scasso. Data de 1912 y se constituyó con doce mil rosales importados de Francia en 1910. Actualmente posee más de trescientas variedades de rosas antiguas y modernas. La ceremonia de inauguración fue realizada en el Hotel del Prado el 15 de setiembre de 1912, siendo bautizado en honor de la poetisa uruguaya Juana de Ibarbourou. Depende administrativamente de la Intendencia de Montevideo.

## Características

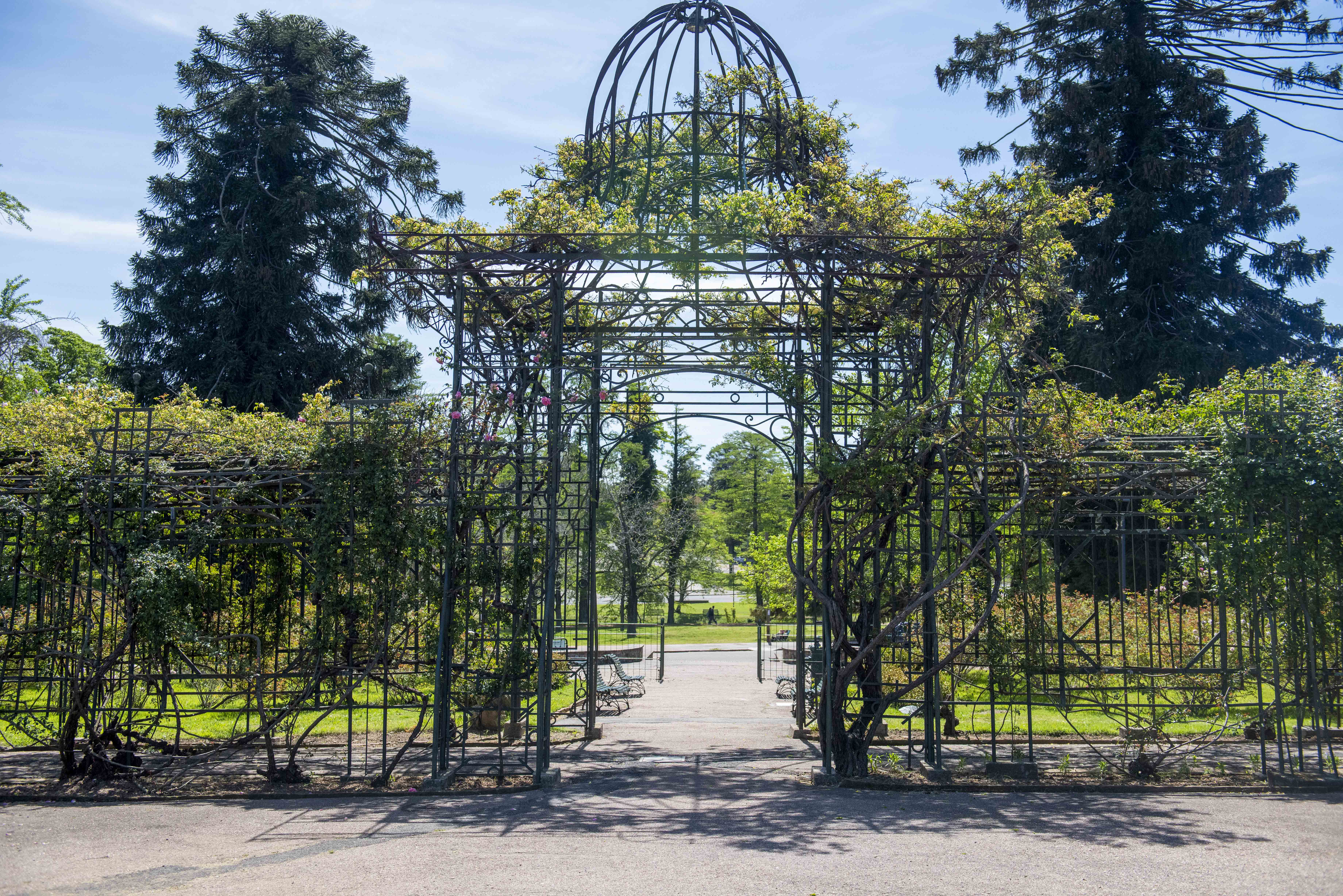

La estructura está conformada por cuatro pérgolas de sesenta metros de longitud poseedoras de ocho cúpulas de estilo art nouveau. El predio ocupa una superficie de seis mil cuatrocientos metros cuadrados en un parque de al menos cien hectáreas.
En el centro se encuentra una fuente de bronce a la cual rodean 20 columnas. Allí se pueden ver diferentes especies de rosales antiguos y exóticos:
- Alberic Barbier (blanco)
- Lady Hillingdon (amarillo)
- Louis Philippe (rojo)

Desde la fuente se originan ocho caminos destinados al paseo, bordeados por jardines, desde los cuales se pueden observar las diferentes variedades de rosales.
En el parque del Prado, donde se ubica La Rosaleda, se encuentran árboles de más de 150 años, como es el caso de las palmeras phoenix y butiá, y las araucarias australianas, juníperos arbóreos y pinos llorones. También hay un ginkgo y un tulipanero, así como el Jardín Botánico Profesor Atilio Lombardo, donde se pueden encontrar especies exóticas y autóctonas, y el cual conforma junto al Rosedal, un paseo cultural y patrimonial de la ciudad de Montevideo.

## Clasificación de rosas
- Especies silvestres (predominan en la naturaleza)
- Rosales antiguos (variedades anteriores a 1867)
- Rosales modernos (variedades de rosas posteriores a 1867)

## Colecciones
Alberga rosas silvestres e híbridas.
Se pueden contemplar los híbridos reflorecientes obtenidos a mediados del siglo XIX, al cruzar los rosales cultivados en los jardines de países occidentales con las nuevas rosas llegadas de China desde finales del siglo XVIII tal como la 'rosa de Bengala' (Rosa chinensis), y principios del XIX, como los rosales de té. Las principales novedades que introducían estos rosales radicaban en su prolongada floración la llamada remontancia y también en la ampliación de la variedad de colores.
En el centro, engalanado por una fuente de bronce rodeada de 20 columnas, se encuentran rosales trepadores antiguos tal como ‘Albéric Barbier’, ‘Louis Philippe’, y ‘Lady Hillingdon’. De esta fuente se desprenden, en forma radial ocho caminos, con pérgolas en los que se cultivan más de 300 variedades de rosas antiguas y modernas.
Las variedades son numerosas siendo de destacar las Rosa banksiae 'Alba', o la rosa 'souvenir de Georges Pernet'.

## Galería

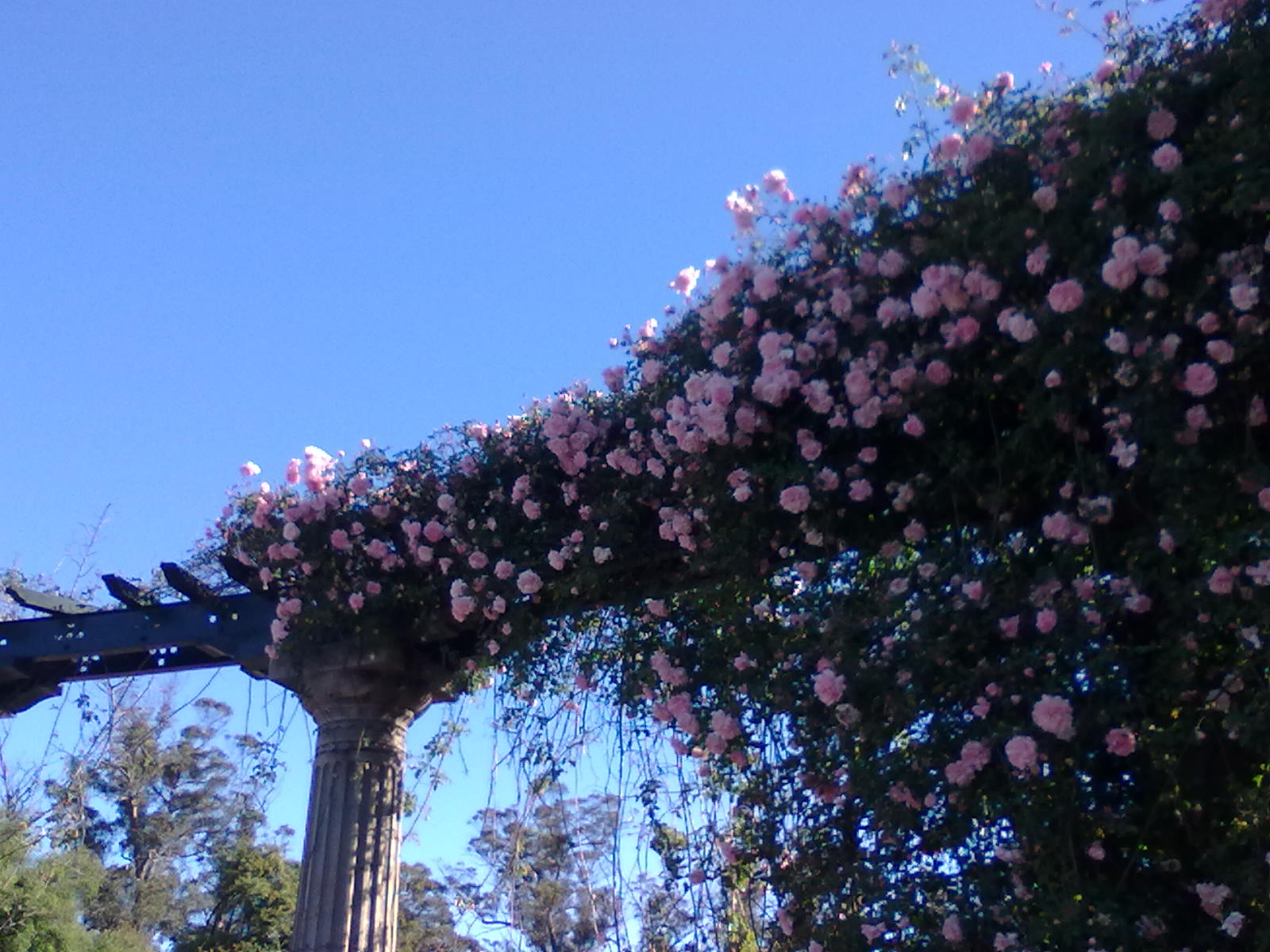
Rosales situados sobre los arcos y columnas.
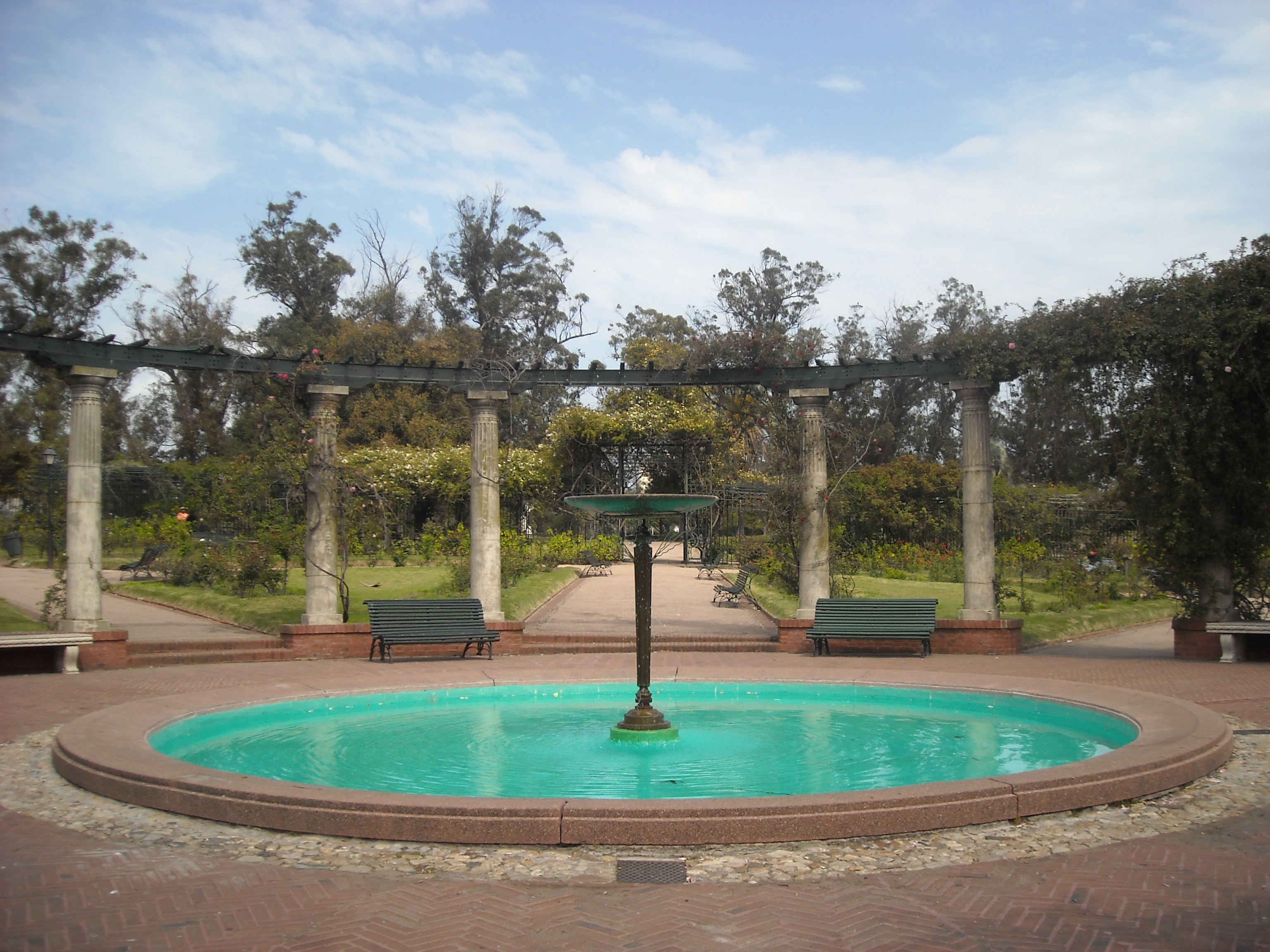
Fuente
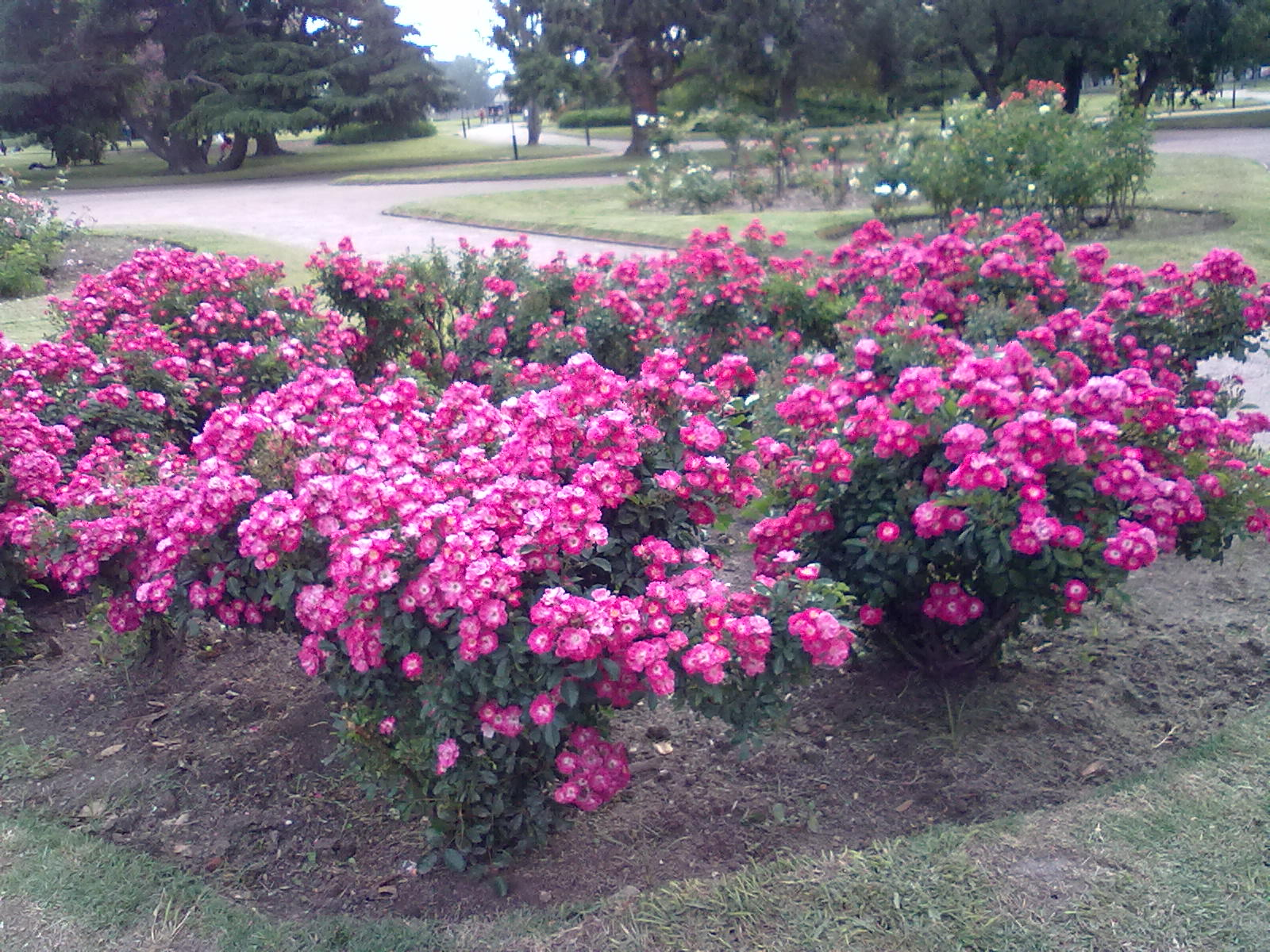
Especie Louis Philippe en una vista de los jardines.
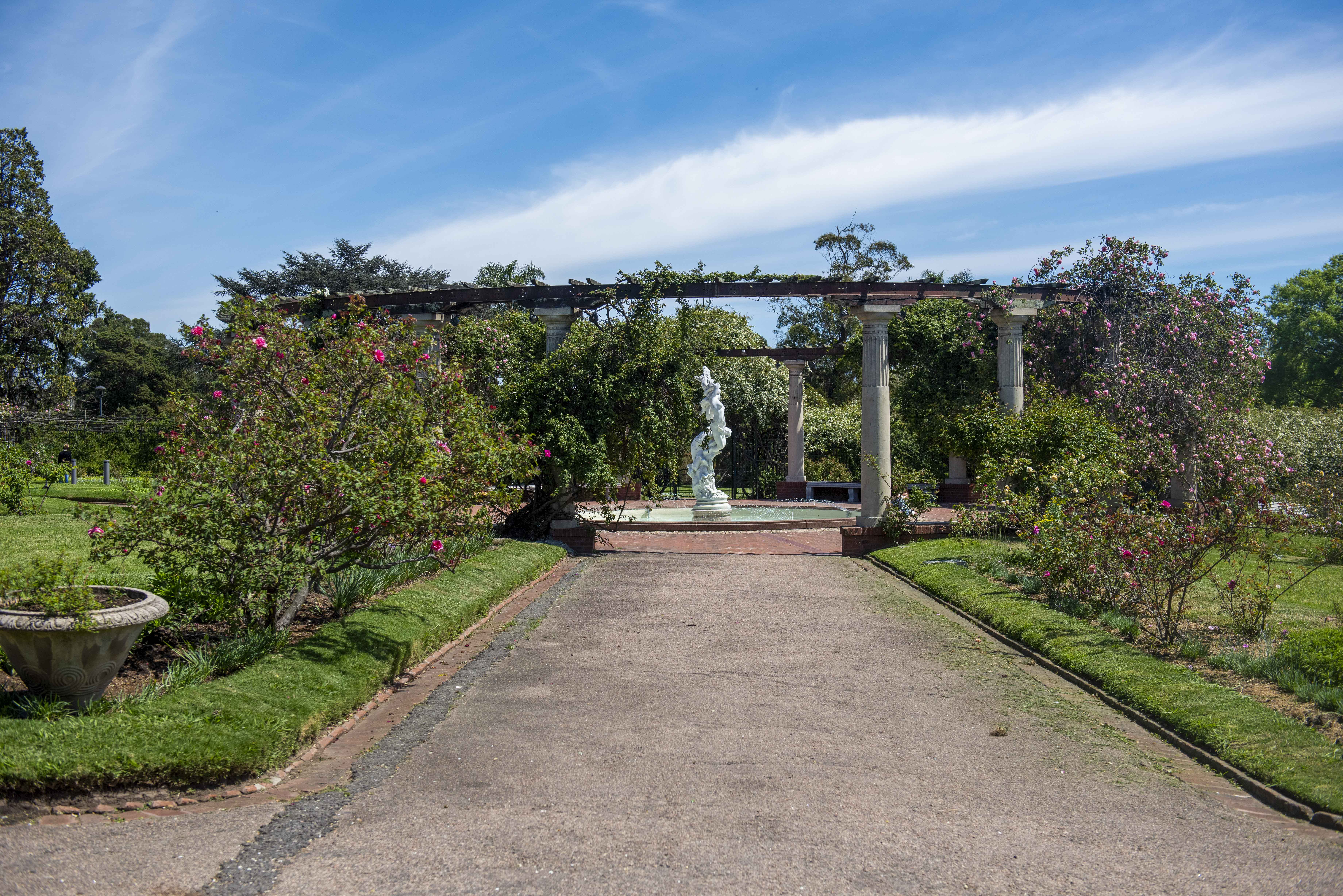
Columnas que rodean el parque
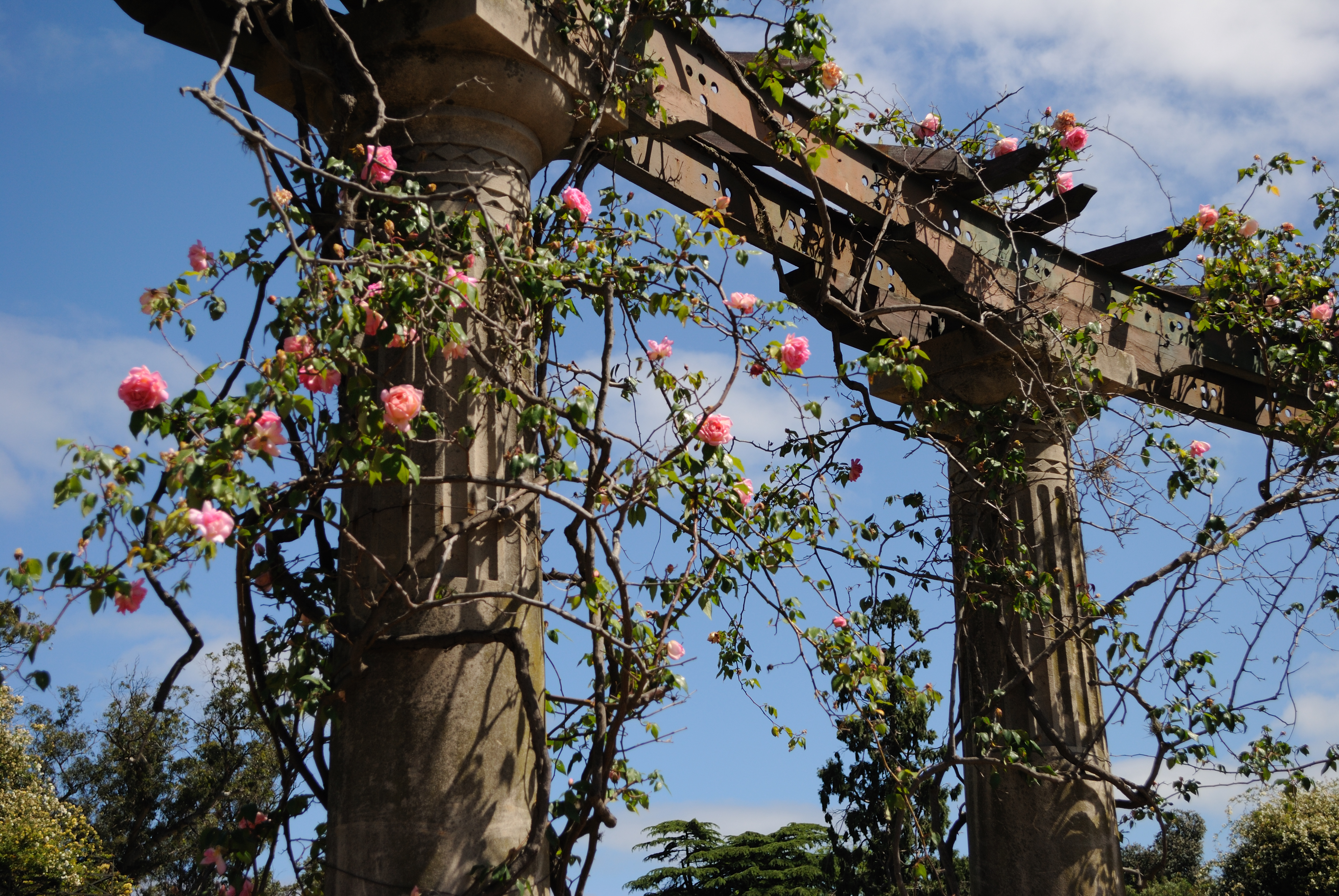
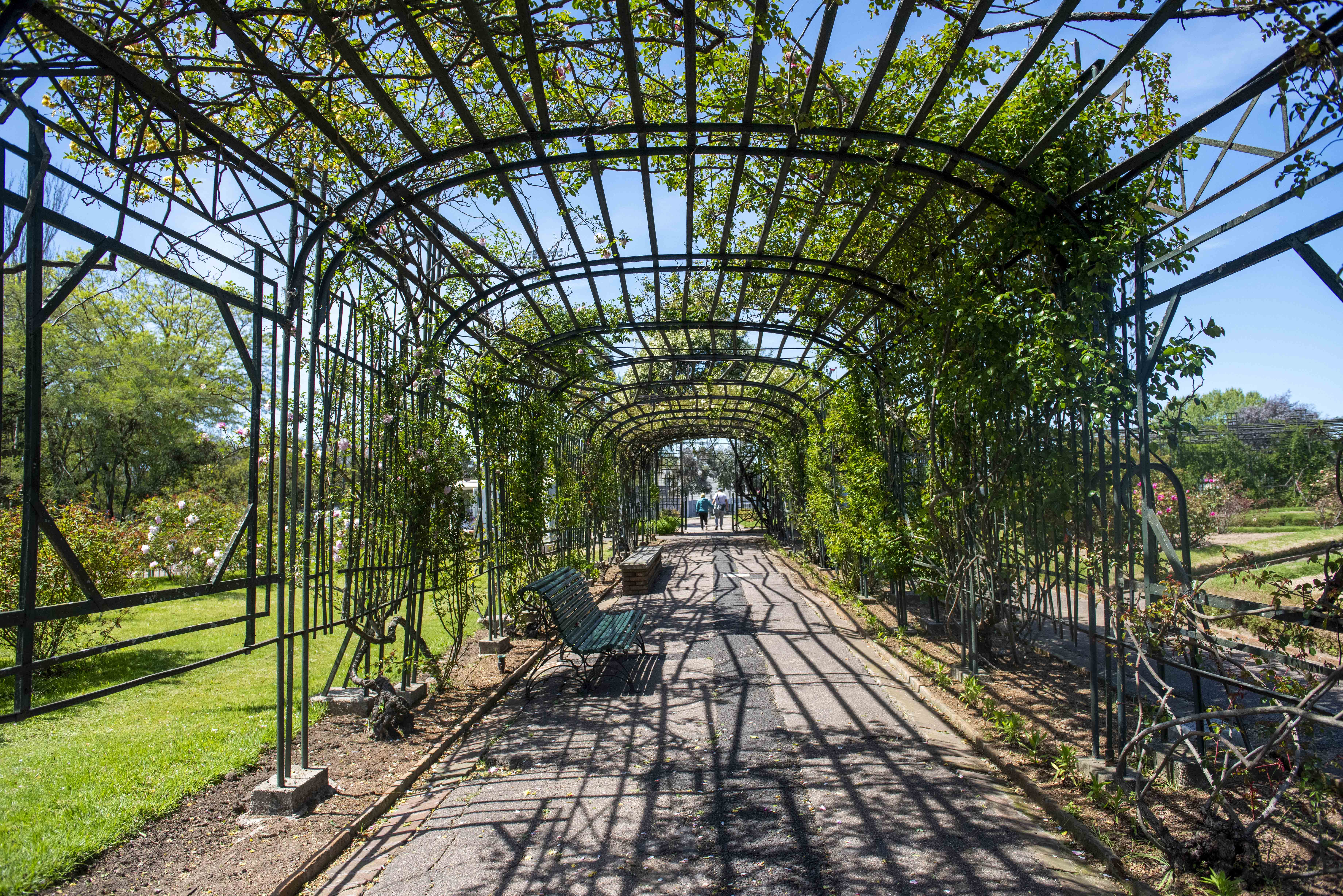